# Hoàng Thị Ngọc Hoa
Hoàng Thị Ngọc Hoa (sinh ngày 19 tháng 5 năm 2000) là một vận động viên điền kinh người Việt Nam. Hoàng Thị Ngọc Hoa từng giữ kỷ lục quốc gia nội dung marathon nữ và đã 4 lần vô địch quốc gia marathon.

## Sự nghiệp

### Ở cấp độ quốc gia
Ở các giải đấu cấp quốc gia thì Hoàng Thị Ngọc Hoa thi đấu cho đội tuyển điền kinh Bình Phước. Sở trường của Ngọc Hoa là cự ly full marathon. Cô đã 4 lần vô địch quốc gia marathon các năm 2020, 2022, 2024 và 2025.

### Các giải quốc tế
Năm 2022, Hoàng Thị Ngọc Hoa được chọn vào đội tuyển điền kinh Việt Nam thi đấu Sea Games 31 nơi cô giành được tấm huy chương đồng cự ly full marathon. Hình ảnh Ngọc Hoa nôn thốc vì kiệt sức là một trong những khoảnh khắc đáng nhớ nhất của đoàn thể thao Việt Nam ở giải đấu đó.
Đầu năm 2024, Hoàng Thị Ngọc Hoa hoàn thành giải Vô địch marathon châu Á ở Hồng Kông với thành tích 2 giờ 44 phút 52 giây qua đó lập kỷ lục quốc gia mới, phá kỷ lục quốc gia 2 giờ 45 phút 9 giây do Hoàng Thị Thanh lập tại giải Vô địch quốc gia năm 2016.